# チェリー・ミヤノ
チェリー・ミヤノ（1920年（大正9年） - 2006年（平成18年））は、戦前に活躍した日本の歌手、タップダンサー。父は日本人、母はアメリカ人の日系二世。本名は宮野 千代子（みやの ちよこ）。同じく歌手のロージィ・ミヤノは実姉。

## 人物
ハワイ出身の歌手、川畑文子の愛弟子。各レコード会社からジャズ歌手が次々とデビューした1935年（昭和10年）、テイチクから『おゝ櫻』でデビューした。この歌の間奏内で川畑はチェリーの歌手デビューを祝ってタップを響かせていた。こうして彼女は外国の歌を日本語に訳し、様々なジャズソングを吹き込んだディック・ミネに続く、テイチクの人気ジャズ歌手となる。テイチクで吹き込んだジャズソングは32曲もある。戦時中にジャズが禁止になったのをきっかけに歌手を引退している。

## 代表曲
- 『おゝ櫻』
- 『私のお人形』
- 『小さな風車』
- 『悪い狼死んぢやつた』
- 『スヰート・スウ』
- 『灯ともし頃』
- 『あなたが微笑めば』
- 『花売娘』

## ディスコグラフィー

### SP
- チェリ－・ミヤノ、川畑文子(タップ・ダンス) / おゝ櫻(チェリー)!! c/w スイートヂェニーリー (テイチク 50005、1935.05)
- チェリ－・ミヤノ、川畑文子(タップ・ダンス) / 私のお人形 c/w 小さな風車 (テイチク 50043、1935.07)
- チェリ－・ミヤノ / 狼なんか怖くない c/w お人形の結婚式 (テイチク 50062、1935.08)
- チェリ－・ミヤノ / 乙女の戀は？ c/w 嬉しい頃 (テイチク 50093、1935.10)
- チェリ－・ミヤノ / 唄え!小鳥のように c/w 悪い狼死んじゃった (テイチク 50143、1935.12)
- チェリ－・ミヤノ / 陽気な中尉さん c/w 明るい月の下で (テイチク 50171、1936.01)
- チェリ－・ミヤノ / 楽しい春よ c/w たんぽゝ娘 (テイチク 50282、1936.05)
- チェリ－・ミヤノ / 雨の中に唄ふ c/w テルミー (テイチク 50319、1936.06)
- チェリ－・ミヤノ / 南のふるさと c/w リオリダ (テイチク 50346、1936.07)
- チェリ－・ミヤノ / 早起き鳥 c/w ポリ・ウオリ・ドウドウル (テイチク 50468、1936.09)
- チェリ－・ミヤノ / たのしく唄えば c/w 大好きな友達 (テイチク 50497、1936.10)
- チェリ－・ミヤノ / お巡りさんとお嬢さん c/w 春の巴里 (テイチク 50546、1936.11)
- チェリ－・ミヤノ / スヰート・スウ c/w わたしのお伴 (テイチク 1006、1936.12)
- チェリ－・ミヤノ / 灯ともし頃 c/w あなたが微笑めば (テイチク 1285、1937.03)
- チェリ－・ミヤノ / 南國の靑空 c/w あなたと居れば (テイチク 1592、1937.06)
- チェリ－・ミヤノ / 街からの手紙 c/w 中川麻利子 / 恋する娘 (テイチク 1642、1937.07)
- チェリ－・ミヤノ / 花売り娘 c/w 神田千鶴子 / 夢見る唇 (テイチク 1692、1937.08)
- チェリ－・ミヤノ、川畑文子(タップ・ダンス) / おゝ櫻(チェリー)!! c/w スイートジェニーリー (テイチク 5005、1938.05) *再発

### CD
- V.A. おゝ櫻((チェリー)!!: チェリー・ミヤノ傑作集 (ブリッジ BRIDGE-241、2018.03.07)
チェリー・ミヤノの20曲に、実姉のロージィ・ミヤノの「ピッコリーノ」、「可愛いダイナ」(ディック・ミネとのデュエット)を加えたコンピレーション盤